# Reaccions a l'atropellament a la Rambla de Barcelona
El 17 d'agost de 2017 es va produir un atropellament massiu deliberat a la Rambla de Barcelona, fent servir la tècnica de vehicle-ariet. En aquest article es recull les reaccions que van publicar-se dels principals líders mundials.

## Països Catalans
- Es van suspendre tots els actes previstos pel dia a Barcelona, incloent-hi els de la Festa Major de Gràcia.
- El comitè de vaga d'Eulen va decidir posposar la vaga de l'Aeroport del Prat amb motiu de l'atac.
- El cap de Govern d'Andorra, Antoni Martí, envia una carta al president de la Generalitat per mostrar el seu condol[2]
- Manifestació «No tinc por» el 26 d'agost.[3]

## Estat espanyol
- Mariano Rajoy, president espanyol, va fer una piulada de suport a les 17:46.[4]
- Mariano Rajoy, Soraya Sáenz de Santamaría i Juan Ignacio Zoido es van desplaçar a Barcelona el mateix dia al vespre.[5]

### Astúries
- El Govern asturià va emetre una nota de premsa a través la seva pàgina web[6] i el President, Javier Fernández Fernández, ha condemnat l'atemptat i va donar suport a les víctimes en una concentració de repulsa davant de la Junta General amb la resta de líders polítics que també van fer declaracions de rebuig.[7]
- L'Ajuntament de Gijón va penjar de la seva façana dues senyeres i a la concentració de rebuig, a la qual van acudir centenars de persones, va assistir la barcelonina Andrea Levy Soler, vicesecretària d'estudis i programes del Partit Popular.[8]
- Per la seva banda, l'Ajuntament d'Oviedo va declarar tres dies de dol oficial, va suspendre els actes i activitats culturals del Festival d'Estiu previstos per al cap de setmana[9] i, a iniciativa del grup municipal de Ciutadans, es va penjar una bandera de Catalunya de la façana durant el dol.[10] Per la seva banda, l'alcalde Wenceslao López Martínez va escriure una carta de condol i suport a l'alcaldessa de Barcelona, Ada Colau i Ballano.[11]
- Altres dels municipis més poblats d'Astúries com: Avilés,[12] Mieres[13] o Llaviana[14] també van condemnar els fets i van realitzar actes de solidaritat.

## Resta d'Europa

### Unió Europea
- El president del Consell Europeu, Donald Tusk, ha expressat les seves condolències via Twitter: Toda Europa está con #Barcelona. Nuestros pensamientos están con las víctimas y los afectados por este cobarde atentado.
- El president del Parlament Europeu, Antonio Tajani, ha fet una piulada en contra de la viòlencia i que es defensarà la Unió Europea de qualsevol atac.
- El president de la Comissió Europea, Jean-Claude Juncker, ha enviat una carta a Mariano Rajoy, dient-li que ha rebut amb tristesa la notícia.

### Alemanya
- El portaveu d'Angela Merkel, Steffen Seibert, denuncia un atac revoltant i mostra la seva solidaritat via Twitter[15]

### Bèlgica
- El ministre d'Afers Exteriors, Didier Reynders, lamenta que entre les víctimes hi hagi una ciutadana belga i envia les seves mostres de condol[16]

### França
- El president Emmanuel Macron expressà via Twitter la solidaritat de França amb les víctimes: Toutes mes pensées et la solidarité de la France pour les victimes de la tragique attaque à #Barcelone. Nous restons unis et déterminés.[17]

### Irlanda
- El ministre d'Afers Exteriors d'Irlanda, Simon Coveney, va afirmar que estava "horroritzat" pels esdeveniments que es desenvolupaven a Barcelona i va dir que "en nom del govern irlandès, volia transmetre el seu condol i solidaritat amb la gent d'Espanya en aquest moment".[18]

### Regne Unit
- El líder laborista, Jeremy Corbyn, ha qualificat els atacs de terribles i que només pensa en les víctimes
- L'alcalde de Londres, Sadiq Khan ha dit que Londres sempre estarà amb Barcelona amb la lluita contra el mal i la barbàrie.
- La premier britànica, Theresa May, ha publicat a la web del govern britànic, que se sent molt a prop d'Espanya després del que va succeir a Manchester o a Londres.

### Rússia
- El president rus, Vladimir Putin, apel·la a un combat global contra "les forces del terrorisme"[19]

### Vaticà
- El papa Francesc expressa la seva "preocupació" després dels atemptats a Barcelona[19]

## Resta del món

### Argentina
- En un comunicat de premsa el Ministeri d'Afers Exteriors argentí expressa el seu condol a Barcelona[20]

### Canadà
- El primer ministre canadenc, Justin Trudeau, dona el seu suport a les famílies i víctimes de l'atemptat mitjançant una piulada[21]

### Estats Units
- El president, Donald Trump, va condemnar l'atemptat a La Rambla i va expressar el condol a les víctimes i va dir que els Estats Units seguien la situació i oferien assistència a les autoritats locals.[22][23]
- El Secretari d'Estat, Rex Tillerson, des d'una roda de premsa al Japó, ha dit que reforçarà la presència militar a Espanya
- L'expresident dels Estats Units, Barack Obama, mostra el seu condol via Twitter.
- La líder demòcrata, Hillary Clinton, diu que en la lluita contra el terrorisme s'ha d'estar units.

### Israel
- El president israelià, Benyamin Netanyahou, trasllada el seu condol mitjançant un comunicat de premsa.[24]

### Japó
- El ministre d'Afers Exteriors del Japó, Fumio Kishida, també es va afegir a la condemna de l'atac i va expressar la seva solidaritat amb la zona afectada.[25]